# Хроніка Лівонії
Хро́ніка Ліво́нії, також Хроніка Генріха Латвійського (лат. Heinrici Cronicon Lyvoniae, «Генріхова хроніка Лівонії») — твір Генріха Латвійського, присвячений історії Лівонії у 1180-1227 роках. Цінне джерело з історії північних хрестових походів і християнізації Східної Балтики. Оригінал втрачено. Існує в 16 списках-копіях XIV—XIX століття. Найстаріший список — Замостський кодекс (лат. Codex Zamoscianus) кінця XIII століття, зберігається в Народній бібліотеці Польщі у Варшаві. Текст обривається на 23-й главі. Вперше видано 1740 року Грубером, який ідентифікував автора «Хроніки». 1865 року перевидана в серії «Monumenta Germaniae Historica» (том XXIII) під назвою «Хроніка Генріха Лівонського». Один із письмових документів, що згадує Русь та її сусідів.

## Історичне тло
За закликами римських пап до відновлення священних війн, хрестових походів наприкінці XII століття відбувся не тільки Четвертий хрестовий похід, що завершився падінням Константинополя 1204 року. Одночасно з цим було здійснено низку так званих «Північних хрестових походів», які менш повно висвітлюються в популярних курсах історії англійською, хоча з точки зору їхніх довгострокових наслідків вони були для європейців набагато більш успішними. Західна історіографія пояснює це таким чином. До початку цих хрестових походів Лівонія була нестійким форпостом (західної цивілізації), поганським краєм, де купці з Ганзейського союзу торгували з новгородськими купцями, та де відбувалось змішення німецької, скандинавської та російської культур і культів. В результаті скандинавським князям і німецьким воєнізованим лицарським орденам під керівництвом німецьких князів-єпископів удалось підкорити народи Прибалтики й перебудувати їхній уклад, втягнувши їх до західної орбіти.

## Зміст
«Хроніка» складається з чотирьох книг:
- Книга перша, «Про першого єпископа Мейнарда» змальовує події між 1186 та 1196 роками: прибуття в Ікшкіле (Іскюль; латис. Ikšķile) першого єпископа — Мейнарда та його спроби охрестити лівів.
- Книга друга, «Про другого єпископа Бертольда» змальовує події між 1196 та 1198 роками: прибуття другого єпископа Ікскюльського — Бертольда Ганноверського та його смерть у битві з лівами на території сучасної Риги.
- Книга третя, «Про єпископа Альберта» змальовує події між 1198 і 1208 роками: прибуття третього єпископа Ікскюльського Альбрехта фон Буксгевдена, заснування лицарського ордена мечоносців, підкорення земель лівів та їх розподіл між Орденом і Лівонським єпископством, війни з князем Полоцьким та з литовцями, підкорення Кукейносського князівства й земель селів (латис. Sēļi).
- Книга четверта, «Про Естляндію» змальовує події між 1208 і 1226 роками: кампанії проти племен естів, підкорення Герсикського князівства, війни з куршами, семігалами, литовцями, а також із князями псковськими та новгородськими.

### Латинською
| *Liber primus. De Livonia. De primo episcopo Meynardo. | Cap. I, 1—14.   |      |
| *Liber secundus. De episcopo Bertoldo.                 | Cap. II, 1—10.  |      |
| *Liber tercius. De episcopo Alberto.                   | Cap. III, 1—2.  | 1199 |
| **De II° anno consecrationis episcopi Alberti.         | Cap. IV, 1—7.   | 1200 |
| **De anno tercio.                                      | Cap. V, 1—3.    | 1201 |
| **De anno quatro.                                      | Cap. VI, 1—5.   | 1202 |
| **De anno quinto.                                      | Cap. VII, 1—6.  | 1203 |
| **De VI° anno sui pontificatus.                        | Cap. VIII, 1—3. | 1204 |
| **-                                                    | Cap. IX, 1—14.  | 1205 |
| **De anno octavo.                                      | Cap. X, 1—17.   | 1206 |

### Українською
- Книга перша. Про Лівонію. Про першого єпископа Майнарда.

## Автор
Автор «Хроніки» Генріх Латвійський — християнський місіонер, який особисто був присутнім у Лівонії під час подій, що описуються. Припускають, що він народився між 1180 й 1188 роками. Про те, що за національністю він німець, каже не тільки його ім'я, але й постійне використання першої особи множини («ми») у розмовах про німців. Виховувався він при дворі князь-єпископа Альберта Ризького, 1208 року прийняв сан священика та як місіонер латишів та естів супроводжував архієпископа Філіпа Раусбурзького до Ліфляндії, де заснував парафію та закінчив своє життя в миру.
Своєю появою «Хроніка», можливо, зобов'язаний тому, що у 1225–1227 роках Генріх був приставлений як перекладач до папського легата Вільгельму Моденському, який і зажадав викласти всю історію християнської місії на папері. Вільгельм Моденський, один з відомих папських дипломатів, був відряджений до Лівонії для розв'язання конфлікту і взаємних претензій з приводу розподілу земель між орденом мечоносців і католицькими єпископами Лівонії.

## Видання
- Heinrici Chronicon Livoniae  [недоступне посилання з травня 2019] / Leonid Arbusow, Albert Bauer (Hrsg.); Monumenta Germaniae Historica; SS rer. Germ.; 31. — 2. Auflage. — Hannover: Hahn, 1955.
- Heinrich's von Lettland Livländische Chronik. Ein getreuer Bericht wie das Christenthum und die deutsche Herrschaft sich im Lande der Liven, Letten und Ehsten Bahn gebrochen. Nach Handschriften mit vielfacher Berichtigung des üblichen Textes aus dem Lateinischen übersetzt und erläutert / E. Pabst (Hrsg.). — Reval: Gressel, 1867
- Генрих Латвийский. Хроника Ливонии [Архівовано 21 лютого 2020 у Wayback Machine.] /пер. и комм. С.А.Аннинского. 2-е издание. — Москва-Ленинград: АН СССР, 1938.
- Генрих Латвийский. Хроника Ливонии [Архівовано 19 квітня 2014 у Wayback Machine.] // Славянские хроники. — Санкт-Петербург: Глагол, 1996.
- Heinrichs Livländische Chronik // Monumenta Germaniae Historica digital. — Munich.